# ميات
 ميات (بالإنجليزية: MAYATE)‏ هي جماعة قروية تابعة لإقليم قلعة السراغنة ضمن جهة مراكش تانسيفت الحوز بالمغرب. بلغ مجموع عدد سكان  ميات حسب إحصاءات 2004 حوالي 11504 نسمة يعيشون في 1779 أسرة.

## إحصاء عام
| السنة | عدد السكان | عدد الأسر | عدد الأجانب |
| ----- | ---------- | --------- | ----------- |
| 1994  | 10286      | 1388      | °°°°        |
| 2004  | 11504      | 1779      | 0           |